# 国鉄DD51形ディーゼル機関車
国鉄DD51形ディーゼル機関車（こくてつDD51がたディーゼルきかんしゃ）は、日本国有鉄道（国鉄）によって1962年（昭和37年）から1978年（昭和53年）にかけて製造された液体式ディーゼル機関車である。

## 概要
幹線から蒸気機関車を廃する「無煙化」を推進するため、1962年（昭和37年）3月から1978年（昭和53年）3月までの16年間に649両が製造された。この製造数は、DE10形の708両に次いで、国鉄ディーゼル機関車では2番目の製造数となる。
本線用として先行して導入された電気式のDF50形は、亜幹線の無煙化の面では好評であったが、出力の不足や故障の多さ、価格の高さが欠点とされていた。DD51形はこれに代わる本格的な幹線用主力機として開発された液体式ディーゼル機関車であり、速度面では旅客列車用大型蒸気機関車C61形を、牽引力では貨物列車用大型蒸気機関車D51形を上回る性能をもつように設計されている。
本形式の登場後も、より大出力のエンジンを1基装備したDD54形や軸重を軽減したDE50形など、幹線・亜幹線用のディーゼル機関車が開発・製造されたが、前者は不調続きで短命に終わり、後者は電化の進展で投入する機会が得られず、試作機のみで終わった。その結果、合理化推進のための車両「標準化」により、性能の安定したDD51形のみが長期量産・運用されることになった。
本形式は、最盛期には四国地方を除く日本全国で使用され、非電化幹線の無煙化・動力近代化を推進した。一方、本形式の導入によって高い人気を博していた蒸気機関車が続々と廃車に追いやられたことから、一部の心無い愛好家には「赤ブタ」「文鎮」「ダメデゴイチ」と揶揄されることもあった。
電化の進展と客車・貨物列車の減少により、1987年（昭和62年）の国鉄分割民営化までに約60%が余剰廃車され、JR各社にはDD51 593以降の完全重連形のみの259両が継承された。

## 構造
側面から見ると凸型となる車体中央部に運転室（キャブ）を備えており、前後に合計2組のエンジンと変速機を搭載した大型機関車である。
幹線用の大型機関車としては珍しく、入換機関車のような凸型車体（センターキャブ）が採用された。DF50形や車両メーカー系の試作大型ディーゼル機関車が軒並み箱形車体を採用していた1960年代初頭、あえて新型機関車での凸型車体採用を指示したのは、当時の国鉄臨時車両設計事務所次長の近藤恭三であった。この形態を採用した理由は、箱型車体よりも価格が安くなる、同時期に製造したDD20形と部品の共通化が図れる、エンジン回りの整備性の良さ、機器配置の容易さなどによるものである。
DD13形やのちのDE10形、DD16形といった小型機と異なり、運転台は前後方向に共通ではなく、機関士・運転士は進行方向左側の運転台に前方を向いて座る。全長は大きいが、B-2-B軸配置による重量負担配分と、凸型車体運転台前後のボンネットとの間に緩衝ゴムを挟んだ柔結合として台枠自体の垂直強度をある程度落すことを許容し、軽量化したことにより軸重の低減を実現した。
2軸ボギー台車3組を装備し、うち両端台車が動力台車 (DT113B) とされ、無動力の中間台車 (TR106) によって全体の軸重を軽減している。従来の6軸機関車では2台車のC-CやA1A-A1Aの軸配置が主流であったが、軸間距離が長く曲線通過性能がそれほど良くなかったため、軸配置B-2-Bの3台車とすることで曲線区間での横圧を低減した。
車体中央にある中間台車（付随台車）は、開発当初、全体の軸重を亜幹線基準の14 tに抑制する手段に過ぎなかったが、増加試作機（DD51 2 - 4）ではライナープレート挿入、さらに量産機（DD51 5以降）では空気ばねを搭載して空気ばね内の空気圧を調整することにより、動力台車の軸重を14 tと15 tとの2段階に調整できるようになった。これによって、亜幹線への入線能力と、規格の高い重幹線での動輪粘着力確保を両立可能としている。
エンジンはDD13形で使用されていたDMF31S形をベースにして新開発されたDML61Z形ディーゼルエンジンで、気筒の数を直列6気筒からV形12気筒に変更、排気タービン過給機（ターボチャージャー）と中間冷却器（インタークーラー）を装備して、最大出力が1,100 ps / 1,500 rpmとなり、それを2基搭載して、総出力2,200 psを出すことができる。ノッチは14段階（第2次試作型以降）。
動力伝達方式は、軌道の重量制限に対処する軽量化のため日本国外大型機関車の主流である電気式をやめ、日本での量産大型ディーゼル機関車では初めて液体式として製造された。液体変速機は3組のトルクコンバータを内蔵した充排油式（フォイト式）のDW2Aで（第2次試作型以降、DD51 1もDW2Aに取り替え）、国鉄、日立製作所、川崎重工により新たに開発されたものである。動力伝達システムは、両端の動力台車2基4軸を、前後のボンネット内にある1エンジンに1変速機の組合わせの動力装置と、その動力により駆動する2軸駆動の1台の動力台車の構成により動力が伝達されるシステムとなっており、エンジンと運転室側にある逆転機内蔵の液体変速機の間に第1推進軸、液体変速機と動力台車に内蔵された第1減速機（動力台車の運転室側）の間に第2推進軸、第1減速機と同じく内蔵された第2減速機（動力台車の先頭側）の間に第3推進軸がそれぞれ連結され、動力が伝達される。
また、エンジンの冷却系機器として先頭部両側面にラジエーターとその上部にファンを装備しており、補機駆動軸充電発電機と空気圧縮機を駆動させ、機関潤滑油・変速機油・機関と中間冷却器の冷却水をポンプで循環させることで、オイルおよびラジエーターを冷却している。
落成当初の形態分類
| 形式                  | SG付                  | DD51 1                         | 2 - 4                          | 5 - 19                         | 20 - 53                        | 501- 547                                                                                        | 548 - 586                                                                                       | 593 - 667                                                                                       | 668 - 709                                                     | 710 - 799                                                     | 1001 - 1009                                                   | 1010 - 1051                                                   | 1052 - 1193                                                   |
| 形式                  | SGなし                |                                |                                |                                |                                |                                                                                                 | 587 - 592 （準備工事）                                                                          | 801 - 807                                                                                       |                                                               | 808 - 854                                                     |                                                               | 855 - 885                                                     | 886 - 899 1801 - 1805                                         |
| --------------------- | --------------------- | ------------------------------ | ------------------------------ | ------------------------------ | ------------------------------ | ----------------------------------------------------------------------------------------------- | ----------------------------------------------------------------------------------------------- | ----------------------------------------------------------------------------------------------- | ------------------------------------------------------------- | ------------------------------------------------------------- | ------------------------------------------------------------- | ------------------------------------------------------------- | ------------------------------------------------------------- |
| 製造年月              | 製造年月              | 1962年                         | 1963年                         | 1964年3月 - 1966年1月          | 1964年3月 - 1966年1月          | 1966年3月 - 1968年1月                                                                           | 1966年3月 - 1968年1月                                                                           | 1968年2月 - 1977年9月（SG付） 1968年5月 - 1978年3月（SGなし）                                   | 1968年2月 - 1977年9月（SG付） 1968年5月 - 1978年3月（SGなし） | 1968年2月 - 1977年9月（SG付） 1968年5月 - 1978年3月（SGなし） | 1968年2月 - 1977年9月（SG付） 1968年5月 - 1978年3月（SGなし） | 1968年2月 - 1977年9月（SG付） 1968年5月 - 1978年3月（SGなし） | 1968年2月 - 1977年9月（SG付） 1968年5月 - 1978年3月（SGなし） |
| 方式                  | 方式                  | 非重連形                       | 非重連形                       | 非重連形                       | 非重連形                       | 半重連形                                                                                        | 半重連形                                                                                        | 全重連形                                                                                        | 全重連形                                                      | 全重連形                                                      | 全重連形                                                      | 全重連形                                                      | 全重連形                                                      |
| 機関                  | 機関                  | DML61S×2 2,000PS               | DML61S×2 2,000PS               | DML61S×2 2,000PS               | DML61Z×2 2,200PS               | DML61Z×2 2,200PS                                                                                | DML61Z×2 2,200PS                                                                                | DML61Z×2 2,200PS                                                                                | DML61Z×2 2,200PS                                              | DML61Z×2 2,200PS                                              | DML61Z×2 2,200PS                                              | DML61Z×2 2,200PS                                              | DML61Z×2 2,200PS                                              |
| 中間台車 （付随台車） | 中間台車 （付随台車） | TR101                          | TR101 可変式                   | TR101A 空気ばね式              | TR101A 空気ばね式              | TR101A 空気ばね式                                                                               | TR106（SG付、準備工事車） TR106A（SGなし）                                                      | TR106（SG付、準備工事車） TR106A（SGなし）                                                      | TR106（SG付、準備工事車） TR106A（SGなし）                    | TR106C（SG付） TR106B（SGなし）                               | TR106C（SG付） TR106B（SGなし）                               | TR106C（SG付） TR106B（SGなし）                               | TR106C（SG付） TR106B（SGなし）                               |
| 燃料タンク容量        | 燃料タンク容量        | 3,000 L                        | 3,000 L                        | 4,500 L                        | 4,500 L                        | 4,500 L                                                                                         | 4,000 L                                                                                         | 4,000 L                                                                                         | 4,000 L                                                       | 4,000 L                                                       | 4,000 L                                                       | 4,000 L                                                       | 4,000 L                                                       |
| 空車重量              | 空車重量              | 76.5 t                         | 76.5 t                         | 75.5 t                         | 75.5 t                         | 75.5 t                                                                                          | 76.0 t （SG付） 73.0 t（SGなし、808以降73.5 t）                                                 | 76.0 t （SG付） 73.0 t（SGなし、808以降73.5 t）                                                 | 76.0 t （SG付） 73.0 t（SGなし、808以降73.5 t）               | 76.0 t （SG付） 73.0 t（SGなし、808以降73.5 t）               | 76.0 t （SG付） 73.0 t（SGなし、808以降73.5 t）               | 76.0 t （SG付） 73.0 t（SGなし、808以降73.5 t）               | 76.0 t （SG付） 73.0 t（SGなし、808以降73.5 t）               |
| 運転整備重量          | 運転整備重量          | 84.0 t                         | 84.0 t                         | 84.0 t                         | 84.0 t                         | 84.0 t                                                                                          | 84.0 t （SG付） 78.0 t（SGなし、808以降81.0 t）                                                 | 84.0 t （SG付） 78.0 t（SGなし、808以降81.0 t）                                                 | 84.0 t （SG付） 78.0 t（SGなし、808以降81.0 t）               | 84.0 t （SG付） 78.0 t（SGなし、808以降81.0 t）               | 84.0 t （SG付） 78.0 t（SGなし、808以降81.0 t）               | 84.0 t （SG付） 78.0 t（SGなし、808以降81.0 t）               | 84.0 t （SG付） 78.0 t（SGなし、808以降81.0 t）               |
| 備考                  | 備考                  |                                |                                |                                |                                | 501以降、一般形に加えて 寒地形（北海道）、寒地形を区分 尾灯を「内はめ式」から「外はめ式」に変更 | 501以降、一般形に加えて 寒地形（北海道）、寒地形を区分 尾灯を「内はめ式」から「外はめ式」に変更 | 501以降、一般形に加えて 寒地形（北海道）、寒地形を区分 尾灯を「内はめ式」から「外はめ式」に変更 | 678・808以降 EB装置・TE装置搭載                               | 678・808以降 EB装置・TE装置搭載                               | 1001・855以降、車両番号表記を 切り文字式からブロック式に変更  | 1010・855以降 扇風機搭載                                      | 1010・855以降 扇風機搭載                                      |
| JRグループ への承継機 | JRグループ への承継機 | な し （全機が国鉄時代に廃車） | な し （全機が国鉄時代に廃車） | な し （全機が国鉄時代に廃車） | な し （全機が国鉄時代に廃車） | な し （全機が国鉄時代に廃車）                                                                  | な し （全機が国鉄時代に廃車）                                                                  | な し （全機が国鉄時代に廃車）                                                                  | な し （全機が国鉄時代に廃車）                                | あ り                                                         | あ り                                                         | あ り                                                         | あ り                                                         |

1. ↑  897 - 899・1801 - 1805はSG配線など最小限の準備工事を施工。
2. ↑  後にDML61Z×2、2,200PSに取り替え。
3. ↑  調整用ライナー（鉄板）挿入による、軸重調整が可能。
4. ↑  空気ばねによる、軸重調整が可能。以降のTR106系列も同様。
5. ↑  後に燃料タンクを増設し、4,400 Lに増強。
6. ↑  619以降、一般形、A寒地仕様、B寒地仕様に区分。

## 番台別概説

### 0番台
1962年（昭和37年）から1966年（昭和41年）にかけて製造されたDD51 1 - 53が該当する。
試作型および初期の量産型で客貨両用。客車暖房用の蒸気発生装置 (SG) を搭載しているが、重連総括制御装置は搭載しておらず、「非重連形」と呼ばれる。0番台はJRに継承されることなく、1986年（昭和61年）までにすべて廃車された。
DD51 1
第1次試作型で1962年（昭和37年）に日立製作所（水戸工場）が製造。エンジンはダイハツ工業（現・ダイハツインフィニアース）製DML61S (1,000 ps) を2基搭載している。DD13形の後期型と同様の円形の装飾リム付きのシールドビーム式前照灯を2灯ボンネット前端に配置し、運転室屋根もヒサシ状とはなっていないため、DD51 2以降に比べて丸みを帯びた印象となっている。登場当初はぶどう色2号を基調に白帯を回し、帯が左右の前照灯間で斜めに切れ下がり突き合わされた独特の塗装色だったが、のちに2次試作機以降と同じくオレンジ色を基調に白帯の塗装に変更され、秋田機関区（現・秋田総合車両センター南秋田センター）に配置された。1962年12月から営業線で使用開始した。
当初は機関や変速機の特性不一致などで所定の性能が得られなかったが、そのデータはDD51 2以降に活かされることになり、本機ものちに改修された。
10‰の上り勾配で800 tの勾配引き出しが限界であった。これは主幹制御器のノッチ刻みが粗く（1 - 7ノッチ）、4ノッチでは起動できず、5ノッチでは空転してしまった。このため、第2次試作型では細かなノッチ操作ができるよう2倍となる最大14ノッチ構成とした。期待した性能を発揮できなかった本形式は、D51の代替機になるのか不安視された。量産車が登場すると砂箱や燃料タンクの増設、塗装色の変更など量産化改造が実施された。
DD51 2 - 4が増備されると盛岡機関区に転属し、その後も東北地方を中心に運用されたが末期には再び秋田機関区に転属。1980年（昭和55年）ごろまで使用されていたがその後は休車となって秋田機関区に留置され、1986年（昭和61年）に廃車された。その後は長らく当時の高崎第二機関区（現・高崎機関区）に保存されていたが、1999年（平成11年）以降に登場当初の塗装色に戻され、碓氷峠鉄道文化むらに保存されている。
DD51 2 - 4
第2次試作型でDD51 2は日立製作所（水戸工場）が、DD51 3は川崎車輛が、DD51 4は新三菱重工業がそれぞれ担当し、いずれも1963年（昭和38年）に製造された。前照灯はボンネット前端にやや奥まった形態で配置され、凹んだ四角形のライトベゼルが付けられた。運転室屋根前後端は水平に延長され、ヒサシ状となった。主幹制御器ノッチを7段階から14段階に変更、変速機をDW2形→改良型のDW2A形に変更。勾配起動時の粘着性能を上げるため、1動力台車の砂箱を4箱→8箱（1軸片側1箱→2箱）に増設したほか、進行方向のみ散砂、車輪の前後に散砂から選べるものとした。合わせて砂が出やすいよう改良、具体的には空気で砂を吹き付ける方式から空気で吹き上げた砂を重力で自然に落とす方式とした。
中間台車はコイルばねに調整用ライナー（鉄板）を挿入することで14 t - 15 tの間で軸重切替が可能である。DD51 1の中間台車には横揺れ防止用のオイルダンパを装備していたが、試験の結果から不要なことが判明したため省略した。DD51 1を含む燃料タンクの容量は3,000 Lだったが、のちに700 Lの燃料タンクがランボード上2か所に設置され、4,400 Lに増量された。
DD51 1のテストで得られた結果を元に改良されており、所定の牽引性能を確保した。東北本線で10‰の上り勾配における1,037 tと1,160 tの勾配引き出し、23.8‰の上り勾配で451 tの勾配引き出し試験が実施された。どちらも厳しい条件下ではあったが、圧縮引き出し、棒引き出しとも可能であり、本形式はD51の代替機として高い性能を有していることが確認された。技術的な問題も解決され、以後の量産機に反映された。
塗装色は落成当初から朱色4号（オレンジ色系）を基調に、ボンネット上部をねずみ色1号（グレー）、境目をクリーム1号とした。これはイギリスの鉄道雑誌「レールウェイ・ガゼット・インターナショナル」の当時の表紙の色がヒントになった。ただし、ボンネット形機関車の場合、運転士の視野にオレンジ色は強烈すぎることから、運転士の視野に入るボンネット上面はグレーとして、それ以外をオレンジ色としたものである。これが国鉄ディーゼル機関車の標準塗装となった。
3両とも盛岡機関区に配属され、秋田から転入したDD51 1とともに、当初は東北本線御堂 - 奥中山高原間の十三本木峠越えに投入されている。
末期にはDD51 2・3が秋田機関区に、DD51 4が岡山機関区にそれぞれ転属されたのち、DD51 4が1983年（昭和58年）に廃車され、DD51 2・3がそれぞれ1985年（昭和60年）に廃車された。
DD51 5 - 19
1964年（昭和39年）に製造された先行量産型。長距離運用に対応するため、燃料タンク容量が4,500 Lに増量された。これは当時非電化であった東北本線の寝台列車充当時に、仙台 - 青森間を無給油で往復することを想定した搭載量である。中間台車は枕ばねを空気ばねとしたTR101A形で、空気ばね圧の変化で軸重を調整する機構に変更され、運転台から調整操作が行えるようになった。
盛岡機関区の他、吹田第一機関区（現・吹田機関区）・鳥栖機関区にも配置され、非電化幹線の旅客列車の無煙化を推進した。
DD51 1 - 19までは正面の塗りわけが異なり、白帯はサイドと同じ高さでナンバープレートの下を通っており、末期には磐越西線などの運用で鉄道ファンの注目を集めていた（末期のDD51 2など、量産機と同じ塗り分けになったものも存在した）。
末期は吹田第一機関区と東新潟機関区に集中配置され、東新潟の車両は磐越西線で使用されていたが、他地区で余剰となったDD51形の転入により1984年（昭和59年）ごろまでに運用を離脱し、1986年（昭和61年）に廃車された。一方吹田第一の車両は大阪近郊の貨物列車のほか、福知山線では普通列車も牽引していたが、1984年（昭和59年）2月で運用を離脱し、1985年（昭和60年）に廃車された。
DD51 20 - 53
1965年（昭和40年）と1966年（昭和41年）に製造された初期量産型。エンジンはDML61Z (1,100 ps) に強化された。DD51 20以前の車両も後日DML61Zに換装され、DD51形は全機がDML61Zに統一された。従来使用されていたエンジンはDD16形に流用されている。
正面の白帯はナンバープレートの取付位置に合わせられ、以降の標準配色となった。
このグループの一部は20系客車牽引のため、空気圧縮機 (CP) からの圧縮空気を送る元空気溜め管を両渡りで増設した。
新製当初は、盛岡機関区、長野機関区、門司機関区、鳥栖機関区に配置されたが、盛岡機関区・長野機関区の車両は、電化工事の完成により他所に転属し、晩年は旭川機関区、東新潟運転所、吹田第一機関区、米子機関区、門司機関区に配置されていた。1984年（昭和59年）の貨物列車の大規模な削減によってほぼ全機が余剰となり、1985年（昭和60年）から1987年（昭和62年）にかけて廃車された。

### 500番台
1966年（昭和41年）から1977年（昭和52年）にかけて製造された。
重連運転のための重連総括制御装置を搭載しており、車端端梁部にKE70ジャンパ栓受けを両渡りに装備するとともに、ジャンパ連結器栓納めを前部デッキ部に取付けた区分で、「重連形」と呼ばれる。さらに、ブレーキの制御方式で以下のように区別される。一部を除いて蒸気発生装置を搭載したが、2013年（平成25年）現在は使用していない。また、空気圧縮機 (CP) からの圧縮空気を、連結した次位の機関車や牽引する客車などに送る元空気だめ管を両渡りに装備している。この番台区分から寒冷地仕様が登場した（詳細は後述）。
非電化幹線・亜幹線の無煙化促進のため多数が増備されたが、1976年（昭和51年）以降は、同じディーゼル機関車で旧式化したDF50形や本形式より後に登場したものの、故障が多発していたDD54形を本形式新製機や電化余剰機（奥羽本線全線電化に伴う秋田機関区所属機、西九州電化に伴う博多運転区所属機をそれぞれ転属）で代替している。該当するのはDD51 1170 - 1193で、山陰地区の米子機関区または福知山機関区に新製投入されている。
この番台区分以降より、すべて外ハメ式の尾灯が用いられた。

#### 半重連形
DD51 501 - 592が該当する。
釣り合い引き通し管を装備していないため、重連運転時に前位の本務機が単独ブレーキ弁（単弁）を操作したときは本務機のブレーキのみが作動し、次位の補助機関車（補機）はブレーキが作動しない。このタイプはJRには継承されなかった。
DD51 548以降は、ブレーキ力増大のため中間台車にも基礎ブレーキ装置を装備したため、台車形式はTR106形となる。ブレーキ装置のスペース確保のため、床下の燃料タンク容量が4,500 Lから4,000 Lに減少している。
美濃太田機関区（現・美濃太田車両区）に新製投入したDD51 587 - 592の6両は、貨物専用機として蒸気発生装置 (SG) は未搭載（準備工事）として落成している。800番台のような本格的なSG非搭載機とは異なり、SG用ボイラを積載していないだけで水タンク、SG機器室などの関連機器は省略されていない。
半重連形のうち、美濃太田機関区所属だったDD51 592は、国鉄名古屋鉄道管理局（当時）の12系欧風客車「ユーロライナー」の運用開始にあたり、塗色を「ユーロライナー」色に変更しジョイフルトレイン牽引に活躍したものの、塗色変更から1年半後の1987年（昭和62年）2月に廃車された。
半重連形は、北海道の釧路機関区配置機の一部に1981年（昭和56年）ごろより余剰休車となる車両が現れ、その他の車両も1986年（昭和61年）11月のダイヤ改正で全機運用を離脱し、1987年（昭和62年）までに廃車された。

#### 全重連形
DD51 593 - 799・1001 - 1193が該当する。
釣り合い引き通し管を元空気だめ管の外側に両渡りで装備しており、重連運転時に本務機の単独ブレーキ弁（単弁）の操作が次位の補機まで作動するように改良された区分である。一部の半重連形で釣り合い引き通し管を新設し、全重連形に改造されたものも存在した。川崎車輛製は1968年8月に製造したDD51 628（800番台は初期のDD51 804 - 807が川崎車輛製）が最後となり、以降は日立製作所と三菱重工業で製造した。
DD51 678以降、800番台の808以降は1人乗務を考慮して、新製当初からEB装置、TE装置などを搭載した。基礎ブレーキを設置したTR106形中間台車に振動が発生するため、DD51 710以降、800番台の808以降は軸箱支持ゴムを変更したTR106C形（SG付の500番台）またはTR106B形（SGなしの800番台）に変更した。
DD51 1001以降は、500番台がDD51 799まで達したため貨物用800番台との重複を避け、DD51 1001に飛び番となったグループである。このグループからナンバープレートが切り文字式からブロック式に変更された。JRに継承されたものはこのグループが多い。DD51 1010以降は運転室内前後の天井に扇風機が設置されたため、運転室屋根に突起が2か所ある。またDD51 1052以降はラジエーターカバーが2分割タイプに変更された。
北海道地区に配置された500番台は半重連形と全重連形とを区別するため、区名札の隣に「半」「重」の識別札を挿入していた。2011年（平成23年）現在では北海道旅客鉄道（JR北海道）函館運輸所所属の重連形に「函」「重」の札が残るのみだが、国鉄時代は「築」「重」（小樽築港機関区）、「鷲」「重」（鷲別機関区）、「釧」「半」（釧路機関区、半重連形）、「旭」「非」（旭川機関区、非重連形）などの組み合わせが存在した。
北海道内で使用された本区分のうち、1972年（昭和47年）に前照灯（補助灯）をボンネット前端上に増設し、3灯化された車両が存在する。冬季降雪時の視界確保のためで、五稜郭機関区に配置されていた5両（DD51 710・716・741・742・745）に施工された。なお、DD51 1010以降は補助灯を準備工事としていたが、新製当初から搭載された車両はなかった。DD51 745は1986年（昭和61年）に本州に転属してからも補助灯を存置し、東日本旅客鉄道（JR東日本）長岡車両センターに配置され、2002年（平成14年）まで磐越西線などで使用された。また入換作業時の誘導係への連絡用として、スピーカーを装備した車両も北海道地区では多く見られた。
DD51 791は前述のDD51 592に代わって「ユーロライナー」の牽引機として専用塗装に変更されて運用された。

### 800番台
1968年（昭和43年）5月から1978年（昭和53年）3月にかけて製造されたDD51 801 - 899・1801 - 1805が該当する。
貨物列車の運用を主体とするため、SGを搭載せずに登場したグループである。SG関連機器やボイラ・タンクなどを省略し、運転室中央にあったSG機器室がなくなった。運転整備重量は約6 t軽くなり、各軸の荷重負担割合が変化したことから中間台車の枕ばねを変更し、滑走防止のためブレーキシリンダを縮小したTR106Aとなった。
その他は基本的には同時期に製造された500番台の完全重連形の仕様に準じており、ナンバープレートやラジエーターカバーも時期を同じくして変更された。DD51 808以降はラジエーター散水冷却用として2,000 Lの水タンクを運転室床下に設置したため、801 - 807号機では固定式であった屋根板を着脱式とした。DD51 855以降は運転室内に扇風機が設置されたが、500番台と異なり運転室屋根の中央に大きな突起が1か所あるのみである。北海道地区には一時的に投入されたのみで、A寒地仕様機は存在しない。
当初の計画では貨物列車用の新形式「DD52形」を予定していたが、新形式の投入に際しては労働組合との間で難しい折衝を行う必要があったために、既存形式DD51形の仕様を変更する方針を採ったとされる。
JR東日本ぐんま車両センターに所属するDD51 842は非電化区間のお召し列車牽引機として用いられ、台枠側面の飾り帯やデッキ手すり・煙突カバーにステンレスが用いられている。なお、DD51 842はお召し列車運用の他、同センター配置のDD51 895とともに管内のイベント列車などに使用されている。
DD51 1801以降は、800番台がDD51 899まで達したため、DD51 1801に飛び番となったグループである。897 - 899と合わせて成田線および総武本線での成田空港向けジェット燃料輸送のために製造されたが（すべて佐倉機関区配置）、将来の客車列車牽引への転用も考慮してSG搭載の準備工事がされた。

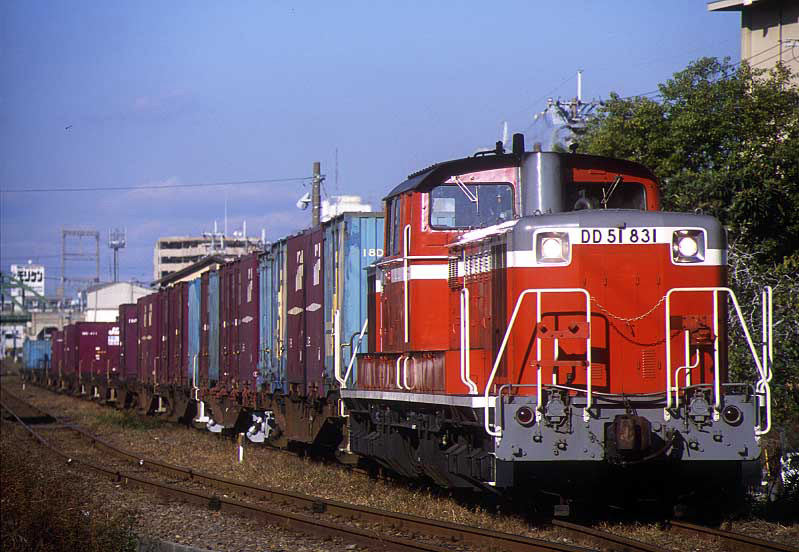
DD51 831 （2001年11月20日 蛇草信号場）
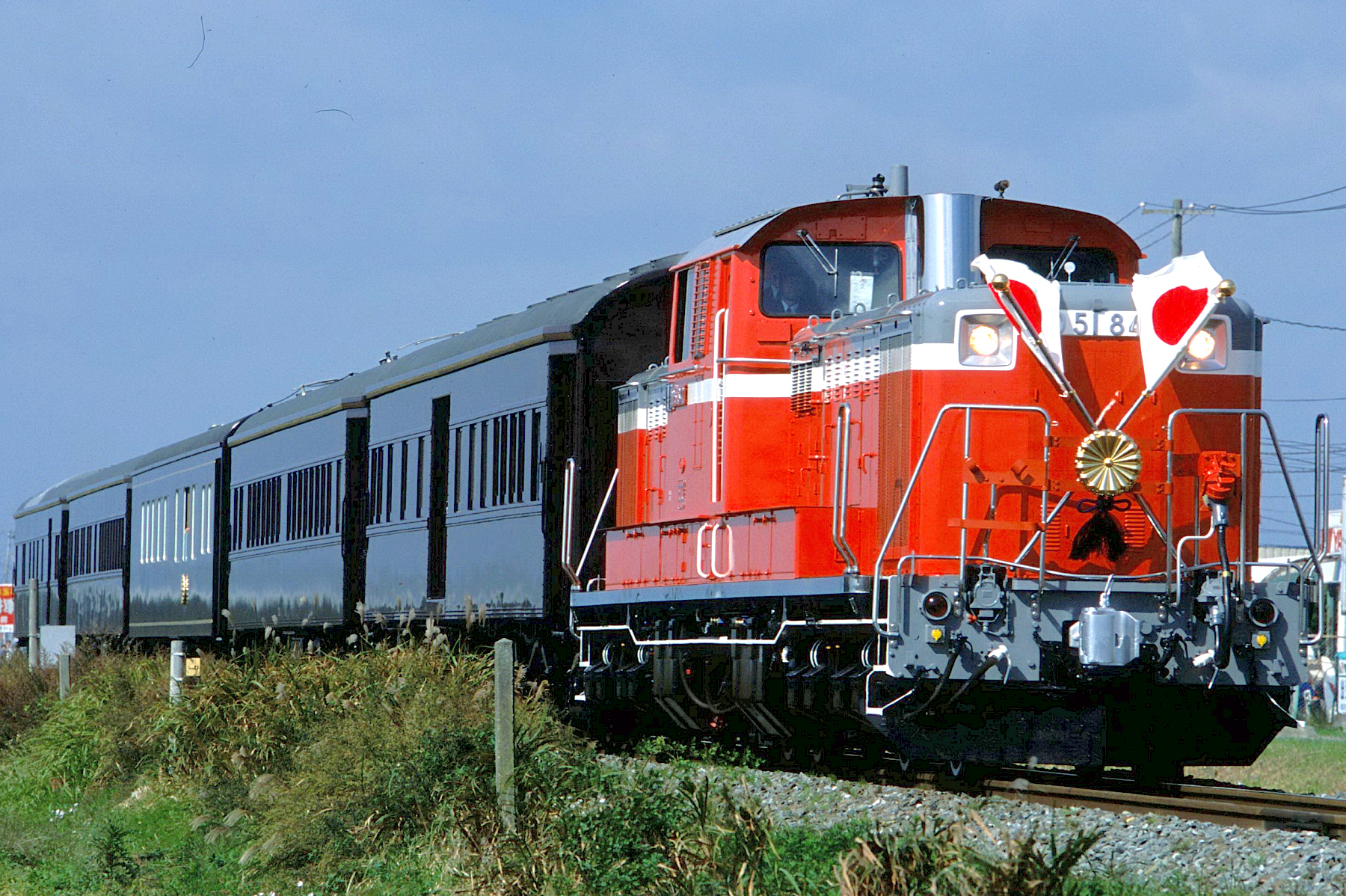
DD51 842 （2001年10月14日 上涌谷駅 - 涌谷駅間）
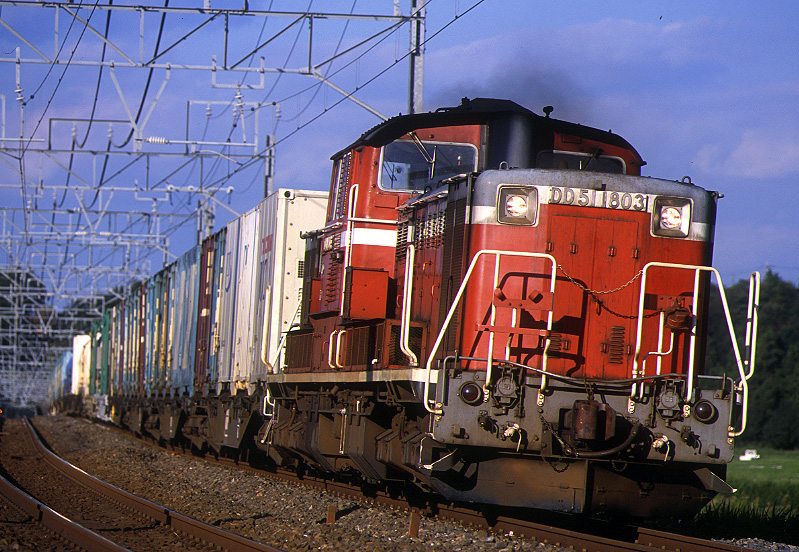
DD51 1803 （2000年9月28日 物井駅 - 佐倉駅間）
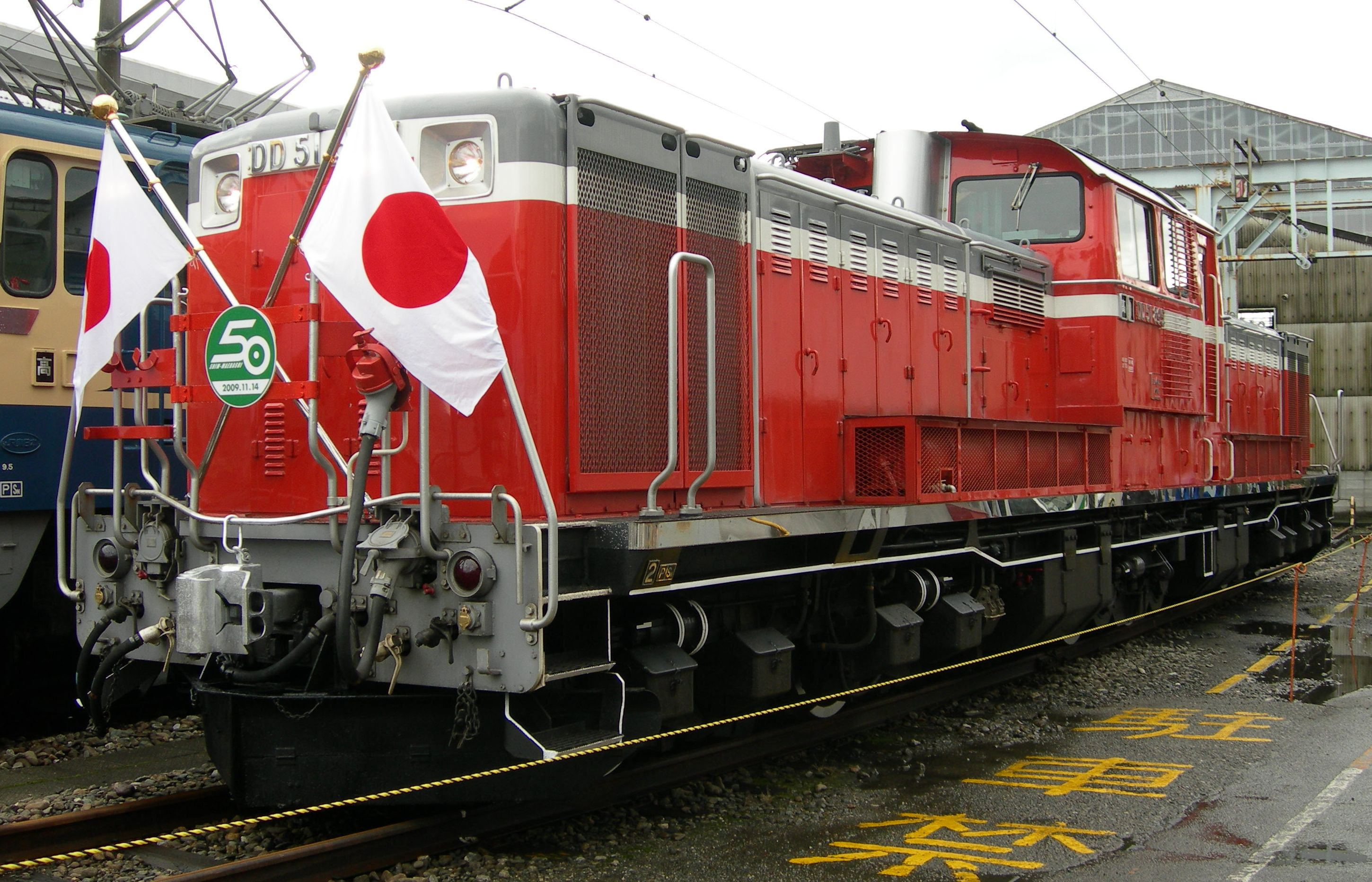
DD51 895 お召仕様 （2009年11月14日 高崎車両センター）

## 気候条件に対する仕様区分
DD51形はほぼ日本全国に配置されたため、配置された気候条件によって以下の仕様がある。500番台から寒冷地仕様が生まれ、使用地域別に一般形、寒地形（北海道）、寒地形の3種類の仕様が設定されたが、途中の増備車から一般形、A寒地仕様、B寒地仕様の名称に変更された。
一般形
気候が温暖な地域に配置された標準的な仕様である。スノープラウが装備されないものが多く、関東以西に配置されたものに見られる。ただし、スノープラウは例外として関東地区（佐倉機関区、高崎第一機関区）に配置されていた車両は装備されていた。
A寒地仕様
旧 寒地形（北海道）、気候が極めて寒冷な地域に配置された仕様である。主な追加装備は制輪子融雪装置（耐雪ブレーキ）・スノープラウ・旋回窓・ホース類の凍結防止用加熱装置・つらら切り兼前面窓プロテクターである。北海道・東北地区に配置されたものと中部地区に配置されたものの一部に見られる。ただし、つらら切り兼前面窓プロテクターは五稜郭機関区、長万部機関区配置車両以外は撤去されていた。
B寒地仕様
旧 寒地形、A寒地仕様ほど気候が寒冷ではない地域に配置された仕様である。主な追加装備はA寒地仕様に準じるが、制輪子融雪装置・旋回窓（代わりにデフロスターを装備）・つらら切り兼前面窓プロテクターは装備していない。山陰を中心とした中国地区に配置されたものに見られる。

## 更新工事
現役機も最終増備機の製造から30年以上が経過し、特に北海道地区のものは厳しい気候条件と過酷な長距離の運用により、著しく老朽化が進んでいるため置き換えとしてDF200形が投入されていたが、全面的に置き換えるまでには時間を要した上、北海道地区以外のものは老朽化こそ進んでいるものの置き換えるには及ばなかった。このため1994年（平成6年）以降は、まず北海道のものから本格的な更新工事が実施されるようになった。
A更新工事
エンジンは換装されず老朽部品や配管の新品への交換を中心としたもので、2002年（平成14年）以降は北海道地区と本州で実施されている。青15号を基調に前面点検扉をクリーム1号、屋根を従来と異なるねずみ色（N4号）とした塗装になっているが、2004年（平成16年）に広島車両所で実施された愛知機関区のDD51 892以降、赤を基調の塗装デザインに変更された。
B更新工事
JR貨物北海道支社に配置されているものに見られ、エンジンがコマツ製SA12V170-1 (1,500 ps / 2,000 rpm) に換装され、赤色とねずみ色のDF200形に準じた塗装になっている。

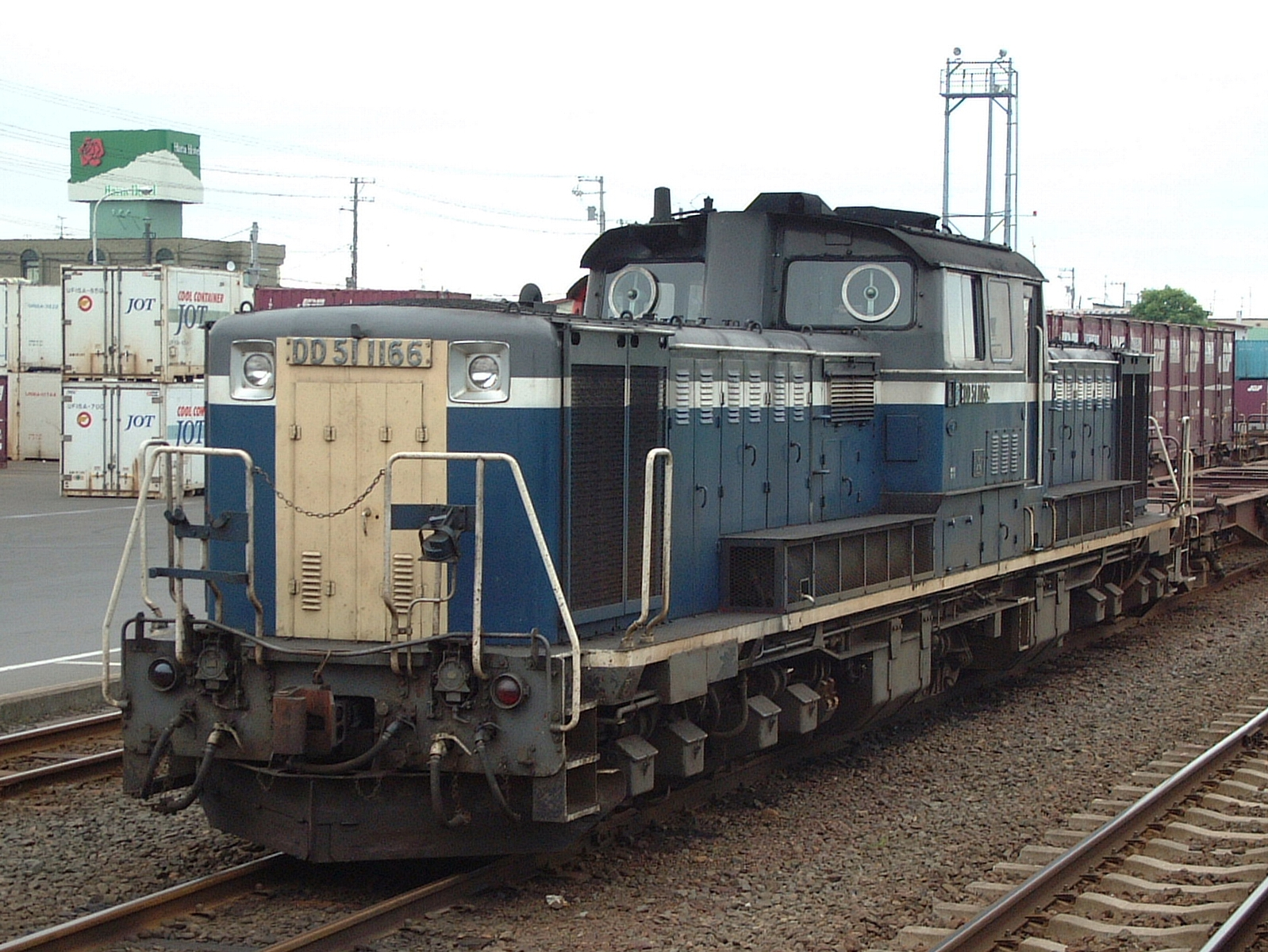
DD51形 1166号機　A更新機 （2006年7月17日 新富士駅）
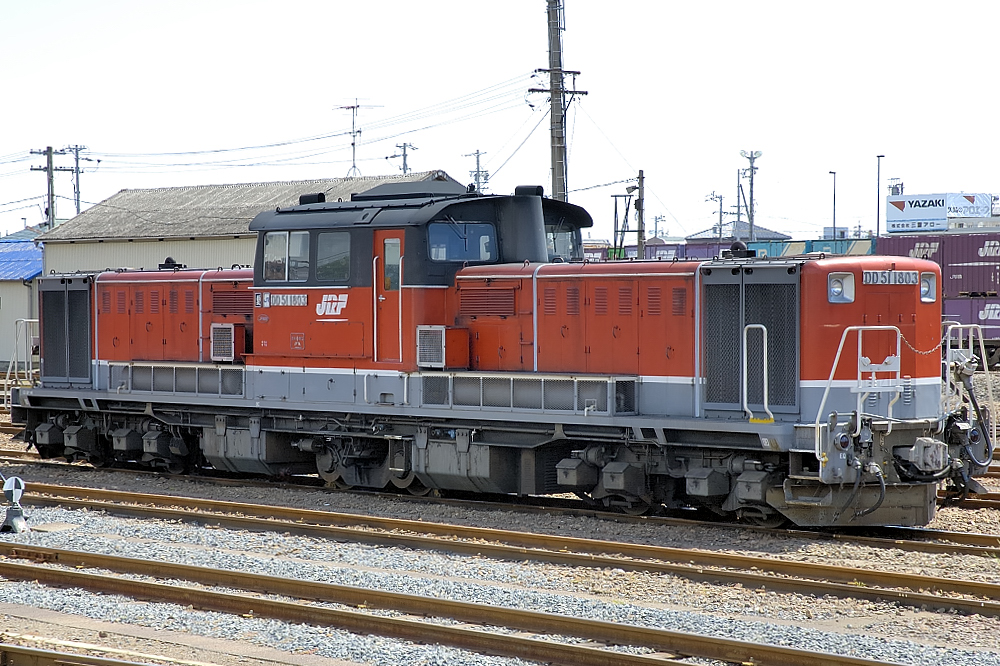
DD51形 1803号機 広島車両所A更新機 （2007年8月12日 四日市駅）
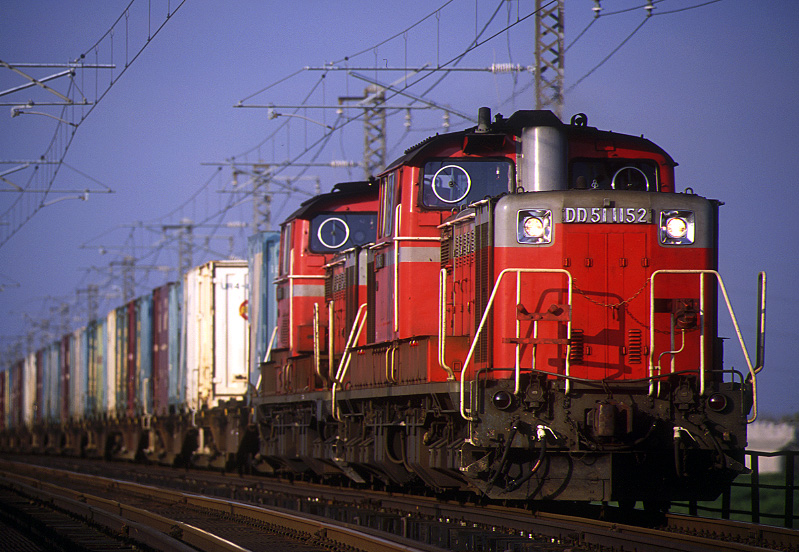
DD51形 1152号機 B更新機 （2002年10月4日 江別駅 - 豊幌駅間）

## 運用
649両が製造されたが、増備途上の1976年（昭和51年）4月13日に発生した追分機関区の火災により、1976年8月4日付でDD51 682 - 684（追分機関区配置）・1079・1103・1144・1169（岩見沢第二機関区配置）の7両が廃車されている。このうちDD51 1103は1975年（昭和50年）3月製造、1144は1975年7月製造、1169は1975年9月製造で、これらの稼働期間は最短7か月 - 最大1年強ほどにとどまり、新製から1年程度で事故（火災）廃車となった。
国鉄時代は最大642両が在籍したが、1981年（昭和56年）3月16日に発生した成田線の成田空港燃料輸送列車襲撃事件で空港反対派に破壊されたDD51 620・693（佐倉機関区配置）が1981年10月15日付で事故廃車されている。1982年（昭和57年）3月15日に名古屋駅で発生した寝台特急「紀伊」機関車衝突事故により大破したDD51 717（稲沢第一機関区配置）が1982年11月20日付で事故廃車されている。
1987年（昭和62年）の国鉄分割民営化に際しては、北海道旅客鉄道（JR北海道）25両、東日本旅客鉄道（JR東日本）29両、東海旅客鉄道（JR東海）4両、西日本旅客鉄道（JR西日本）63両、九州旅客鉄道（JR九州）1両、日本貨物鉄道（JR貨物）137両の計259両がJR各社に継承された。すべて重連形の500番台および800番台である。
1988年（昭和63年）度にはJR貨物が貨物列車増発のため、国鉄清算事業団より800番台4両（DD51 874・875・877・878）を購入している。
2000年（平成12年）までは東京都内、2011年（平成23年）までは大阪府内でも定期運用があったものの、近年は運転列車の設定の消滅や新型機関車への置き換え、老朽化などにより本形式は徐々に淘汰されつつある。JR北海道では2015年（平成27年）度に5両が廃車され（DD51 1137が2015年〈平成27年〉11月30日付、DD51 1093・1095・1102・1141が2016年〈平成28年〉3月31日付）、2016年（平成28年）4月30日付で5両が廃車され、残存していた8両すべてについて、海外譲渡を前提とした甲種輸送が行われている。
2023年（令和5年）6月現在の在籍機は、JR東日本2両、JR西日本8両である。すでに全廃されているJR北海道・JR東海・JR九州・JR貨物の各社については、在籍末期の状況を当節に記載する。

### JR北海道

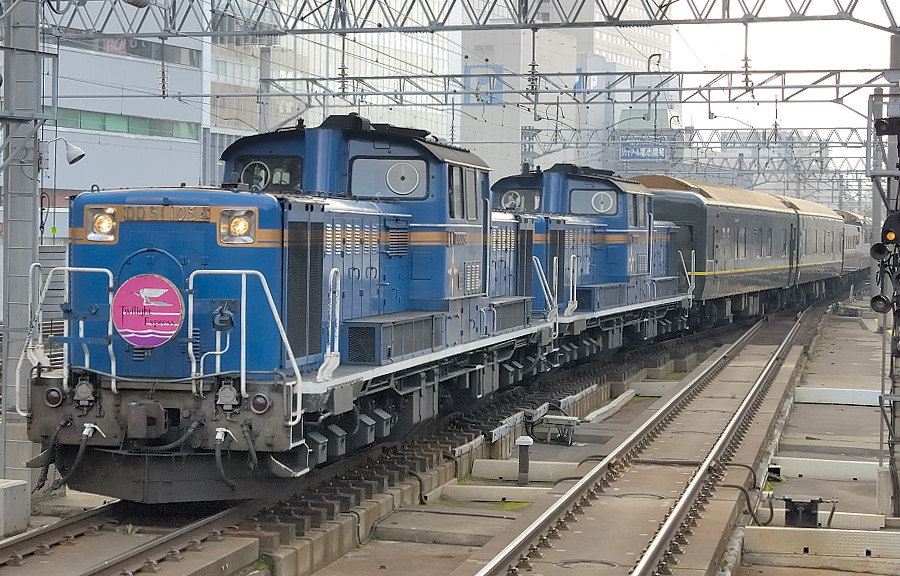
「トワイライトエクスプレス」を重連で牽引するDD51 1054
（2006年11月4日 札幌駅）

JR北海道に継承されたDD51形は25両で、当初は釧路、旭川、空知に配置された。空知配置車は1988年に運行を開始した寝台特急「北斗星」に合わせた青地に金帯の塗装に変更された。1994年の空知運転所廃止により同所のDD51形は函館運輸所へ転出した。
引退時点では函館運輸所に配置されていた。2016年（平成28年）3月25日時点での定期運用は急行「はまなす」のみで、翌26日のダイヤ改正で同列車が廃止となったため運用が消滅した。運用区間は札幌駅 - 函館駅間（室蘭本線経由）であるが、臨時列車「トワイライトエクスプレス」については函館駅に乗り入れず五稜郭駅で付け替えを行っていた。
2015年（平成27年）8月22日に「北斗星」が臨時列車としても運行を終了したことにより、余剰機がミャンマーへの譲渡を前提として室蘭港に輸送された。また、2016年（平成28年）4月30日付で最後まで車籍を残していた5両（DD51 1100・1138・1140・1143・1148）が廃車され、同年7月3日から翌4日の2日間にかけて、8両がJR貨物のDF200-63牽引により旧陣屋町臨港駅へ甲種輸送された。

### JR東日本

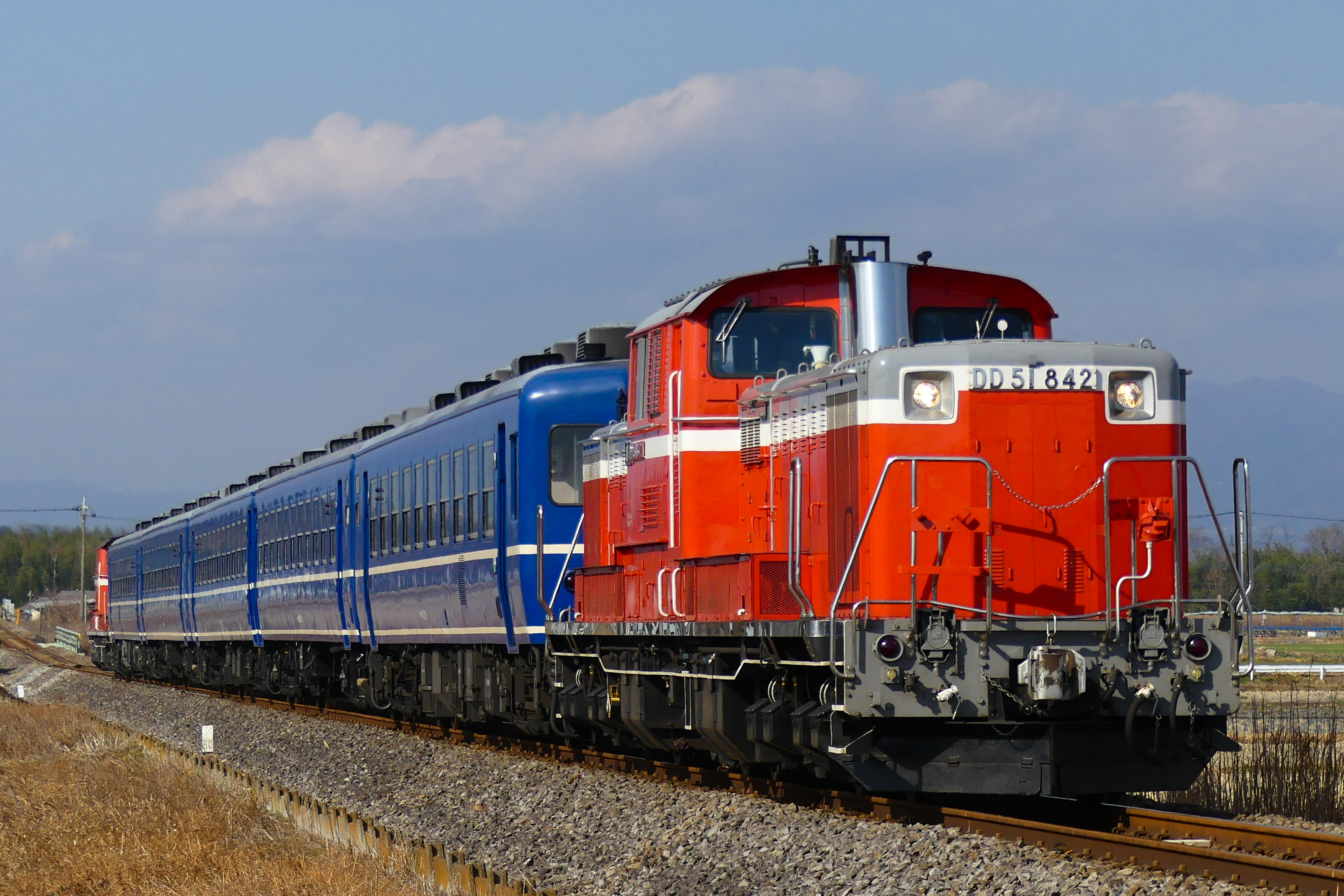
高崎車両センター所属時代のDD51 842
（2019年1月16日　群馬藤岡 - 丹荘間）

JR東日本には29両のDD51形が継承され、発足時点では秋田、郡山、長岡、高崎、田端の各所に29両が配置されていた。
定期旅客列車の牽引は男鹿線のみで、磐越西線の普通列車牽引をJR貨物に委託する一方、磐越東線や八高線の貨物列車牽引をJR貨物より受託していた。男鹿線客車列車は1994年まで運転されたほか、北上線では20系客車の臨時急行「おが」を牽引することもあった。
- ぐんま車両センター：2両（DD51 842・895）[39]

上記の2両はお召し列車牽引の対応工事を施している。高崎区のDD51形は国鉄時代より八高線のセメント輸送列車に用いられ、高麗川駅付近の日本セメント（のちの太平洋セメント）埼玉工場で生産されたセメントが輸送されていたが、輸送需要の減少から鉄道によるセメント輸送は1999年（平成11年）9月に全廃となった。
セメント輸送廃止後のDD51形の定期運用はなく、臨時列車や工事列車の牽引に使用されている。ただし、旅客列車での運用は2024年11月24日をもって終了した。

### JR東海

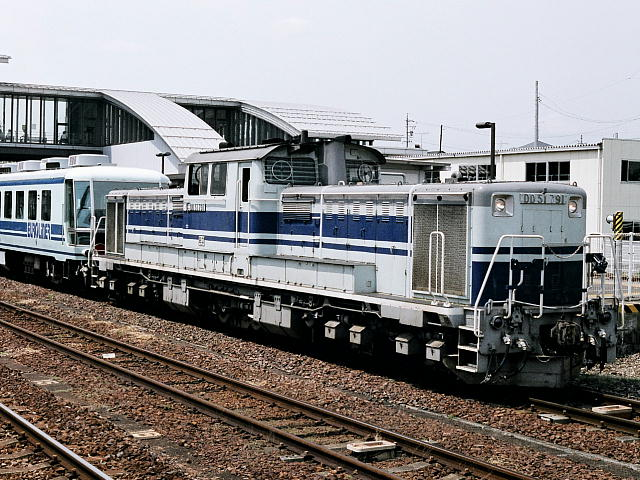
DD51 791 ユーロライナー色
（美濃太田駅）

JR東海には4両のDD51形が継承された。うち3両が「ユーロライナー」色とされ、同編成をはじめとした臨時列車の牽引に使用された。最後に残っていた791号機はレール輸送等に使用されたが、キヤ97系への置き換えにより2007年に運用を終了した。

### JR西日本
JR西日本に継承されたDD51形は63両で、発足時点で亀山・福知山・米子・下関に配置されていた。山陰本線や播但線、草津線などで客車普通列車の牽引があり、山陰本線では寝台特急「出雲」なども牽引した。また、SL列車「SLやまぐち号」の補機や山陰本線での貨物列車牽引にも使用された。
草津線客車普通列車の廃止に伴い、亀山運転区の配置車は1990年（平成2年）6月に宮原区に移管された。福知山配置車は1992年の播但線客車普通列車廃止や急行「だいせん」の受け持ち移管により1993年に米子区へ転属した。
- 網干総合車両所宮原支所：5両（DD51 1109・1183・1191・1192・1193）[47]

2022年現在は定期運用が現存せず、JR西日本管内で運転される臨時列車や工事列車、交直切替区間や非電化区間を経由する回送車両の牽引に使用されている。
宮原支所 - 網干総合車両所本所間、ならびに宮原支所 - 米原操車場間で運転される乗務員訓練列車にもDD51形が使用されており、12系客車や14系客車サロンカーなにわなどを牽引する場合もある。
- 後藤総合車両所：2両（DD51 1179・1186）[47]

2006年（平成18年）までは寝台特急「出雲」を牽引していたが、同列車の廃止後は定期運用が消滅。残存する2両はいずれも臨時列車や工事列車の牽引および構内入換用として使用されている。
- 下関総合車両所運用検修センター：1両（DD51 1043）[47]

下関にはJR発足以降1両が配置され、山陰本線西部や山口線・美祢線のレール・砕石輸送、「SLやまぐち号」の補機や「DLやまぐち号」の牽引機としても使用されている。唯一の所属機であるDD51 1043は2011年（平成23年）5月31日付で宮原総合車両所から転属した車両である。

### JR九州
JR九州にはDD51 1071の1両のみが継承されたが、定期運用はなく1999年に廃車となった。2001年まで運行されていた筑豊本線の客車列車はJR貨物門司機関区のDD51形が牽引していた。

### JR貨物

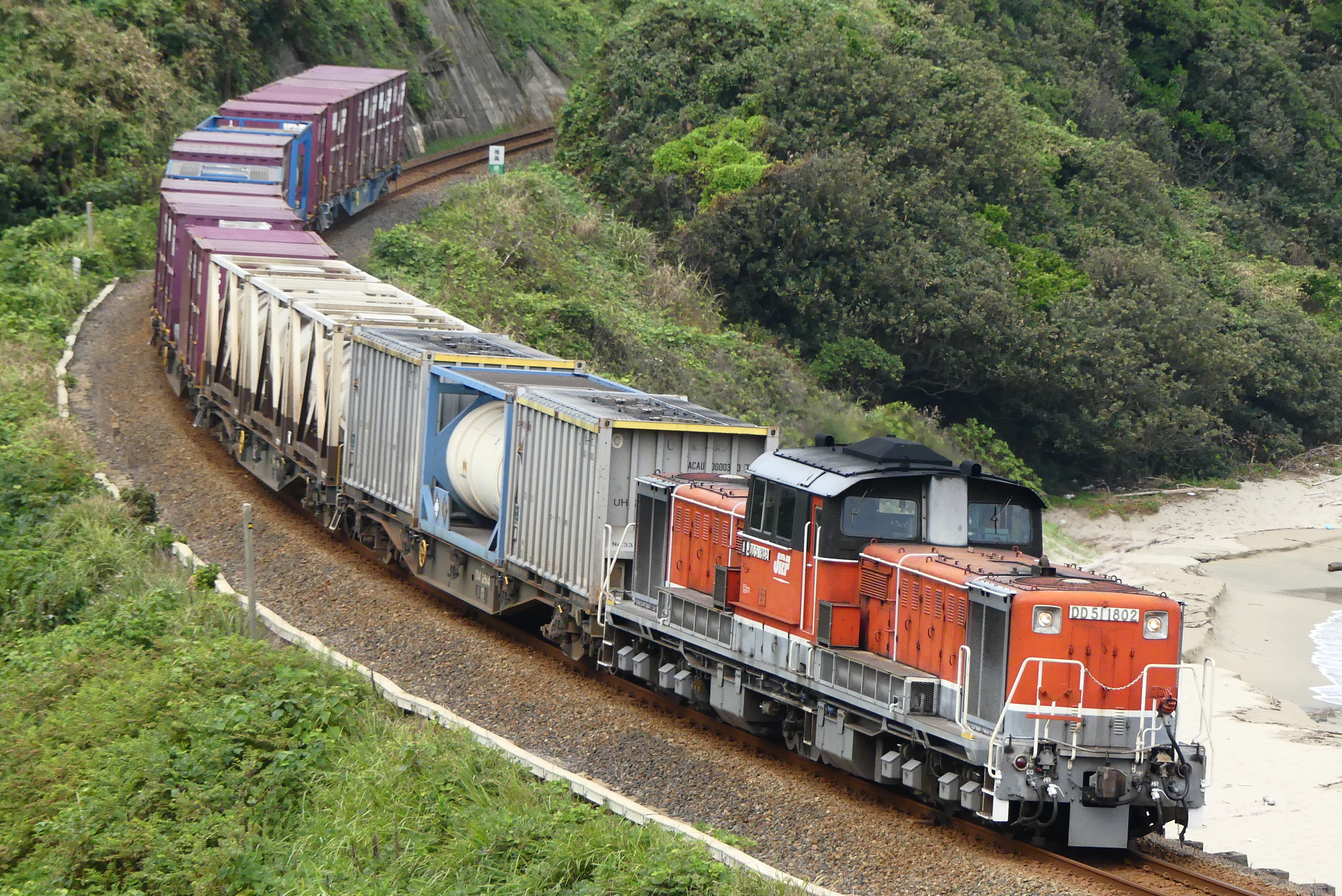
愛知機関区所属のDD51 1802
（2018年9月6日　三保三隅 - 折居間）

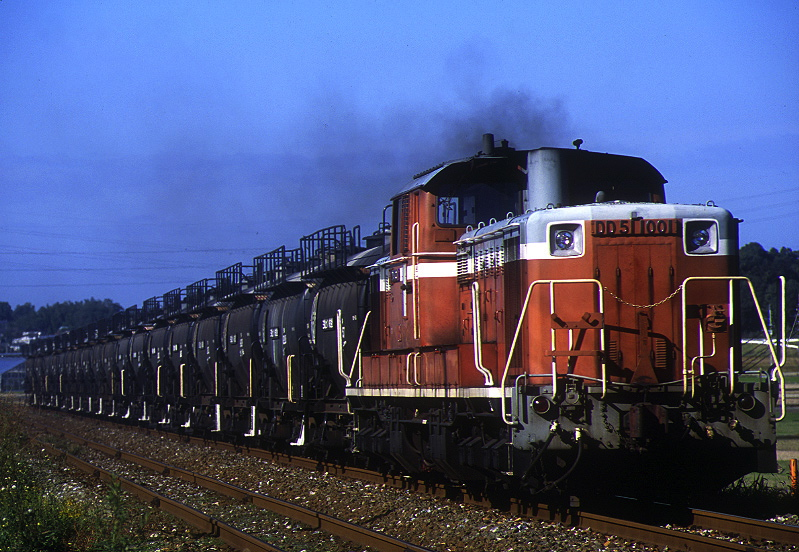
九州地区のDD51 1001。DE10形同様、ナンバープレートが車体と同じ朱色である
（2003年11月1日 市場 - ふれあい生力）

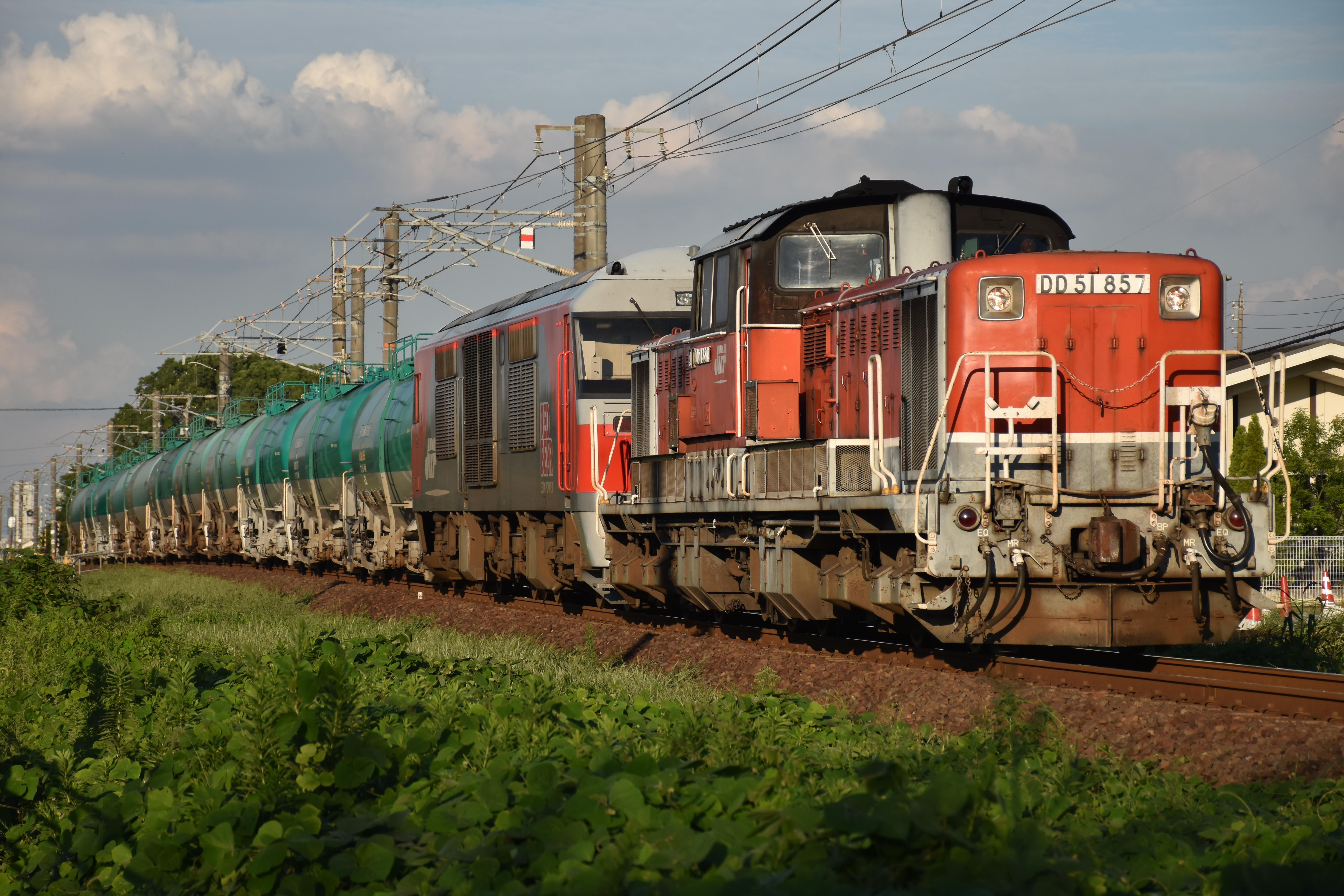
愛知機関区所属のDD51 857、DD51形とDF200形の重連運転（2020年9月15日　白鳥信号場 - 弥富間）

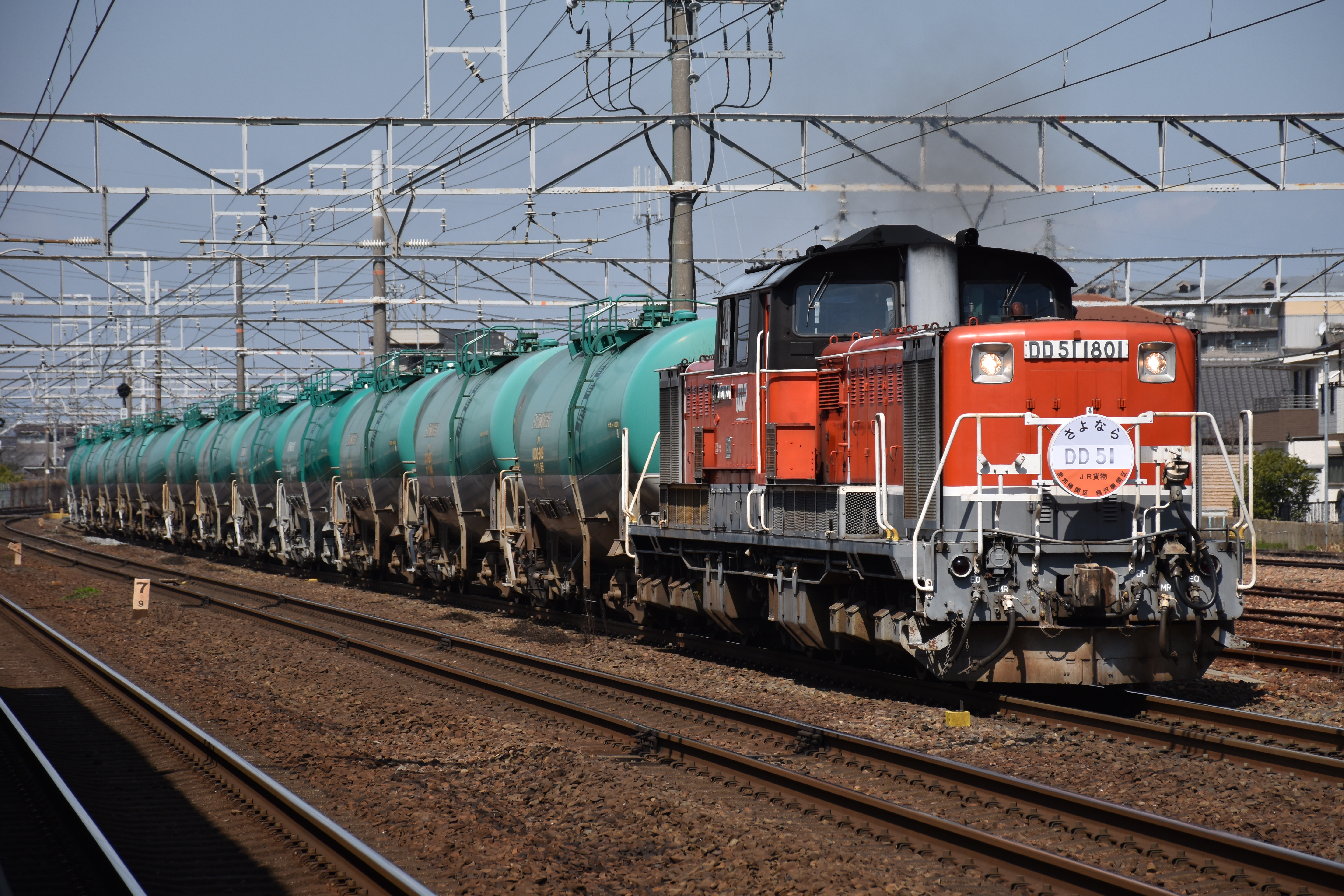
愛知機関区所属のDD51 1801、さよならヘッドマーク掲出（2021年3月10日 清洲駅)

JR貨物には137両のDD51形が継承され、発足時点で鷲別・五稜郭・東新潟・佐倉・稲沢・吹田・厚狭・門司の各区に配置されていた。各地の貨物列車のほか、磐越西線や筑豊本線では旅客列車も牽引した。稲沢区所属車は1994年に愛知機関区へ転属した。
2018年の平成30年7月豪雨（西日本豪雨）で山陽本線が一部不通となった際は伯備線・山陰本線・山口線経由の迂回貨物列車が運転され、米子駅 - 幡生駅間では愛知機関区のDD51形が牽引した。
最後まで残ったのは愛知機関区所属車による関西本線・東海道本線方面の運用であったが、2015年（平成27年）に全般検査が打ち切られ、2021年（令和3年）3月12日をもって全車両の運行が終了した。定期運行終了後はイベントでの展示などに用いられ、2022年時点でも愛知機関区に6両が残存していたが、2023年3月までに全車が解体された。
本形式に代わる運用はDF200形が担っている。ただし、本形式が牽引していたシキ800形大物車の貨物輸送は、同じく愛知機関区所属のDD200形が担当している。

## 派生形式
本形式は本線用機関車として大量に製作され、汎用性の高さから基本設計を踏襲した派生形式も多数製作された。詳細は各形式のリンク先を参照。

### 新製機
DD20形
支線用・入換用車で、1963年（昭和38年）から2両（DD20 1・2）が製作された。
DD21形
ラッセル式除雪車で、1963年（昭和38年）に1両 (DD21 1) が製作された。
DD53形
ロータリー式除雪車で、1965年（昭和40年）から3両 (DD53 1 - 3) が製作された。
911形
新幹線電車の故障時救援用、バラスト散布用貨車の牽引用、および軌道検測車牽引用として開発された標準軌用の機関車で、1964年（昭和39年）に3両 (911-1 - 3) が製作された。
最高速度は92 km/hと160 km/hの切り換えが可能であった。

### 改造機
DD17形 → DD19形
ロータリー式除雪車で、1983年（昭和58年）に1両 (DD17 1) が改造された。1992年（平成4年）の山形新幹線開業に併せて標準軌への改軌がなされ、DD19形に形式を変更した。
- DD51 507→DD17 1→DD19 1

DD18形
山形新幹線・秋田新幹線用のラッセル式除雪車で、1991年（平成3年）から1996年（平成8年）にかけて3両 (DD18 1 - 3) が改造された。DE15形の複線用ラッセルヘッドを転用し、機関車本体とともに標準軌に改軌した。
- DD51 796・742・783 → DD18 1 - 3

## 保存機
| 画像 | 番号      | 所在地                                            | 備考 |
| ---- | --------- | ------------------------------------------------- | --- |
|      | DD51 548  | 北海道三笠市本町971-1 三笠鉄道村クロフォード公園  | 1968年（昭和43年）9月に北海道100年記念式典でお召し列車が運転された際の牽引機で、DD51形初のお召列車牽引機である。また、半重連形から全重連形へ改造されている。          |
|      | DD51 610  | 北海道三笠市幌内町2丁目287 三笠鉄道村             | オハフ33 451、スハフ44 12、スユニ50 505と連結されている。 |
|      | DD51 615  | 北海道小樽市手宮1丁目3-6 小樽市総合博物館         | オエ61 309、スエ78 5、ソ34、ヨ7904と連結されている。 |
|      | DD51 1    | 群馬県安中市松井田町横川 碓氷峠鉄道文化むら       | トップナンバー機、試作機（上記参照）。廃車後高崎運転所で修復され保管されたのち、1999年（平成11年）に碓氷峠鉄道文化むらの開館に伴い展示されている。                    |
|      | DD51 756  | 京都府京都市下京区観喜寺町 京都鉄道博物館         | JR貨物に承継された車両で、廃車後に整備され、2015年（平成27年）1月に梅小路蒸気機関車館（現・京都鉄道博物館）で特別展示されたのち、京都鉄道博物館で保存展示されている。 |
|      | DD51 1040 | 京都府亀岡市大井町並河1丁目1−2 並河駅鉄道歴史公園 | 米子機関区に初めて投入。新製配置から半年ほどは、寝台特急「出雲」をDD54形と交互に牽引していた。その後の特急列車の牽引はDD51形に統一となる。                            |
|      | DD51 1187 | 岡山県津山市大谷 津山まなびの鉄道館               | お召し列車や「出雲」の牽引機であるとともに、お座敷客車「みやび」が強風により余部橋梁から転落した際の牽引機でもあった。                                                |

## 日本国外への譲渡機
廃車となったDD51形のうち、数両が日本国外に譲渡されている。
- ミャンマー

2004年（平成16年）にJR貨物からミャンマー国鉄へ譲渡されている。改軌と車両限界の関係から運転台の高さが縮小されている。
以下の車両はミャンマーで運用を開始している車両である。

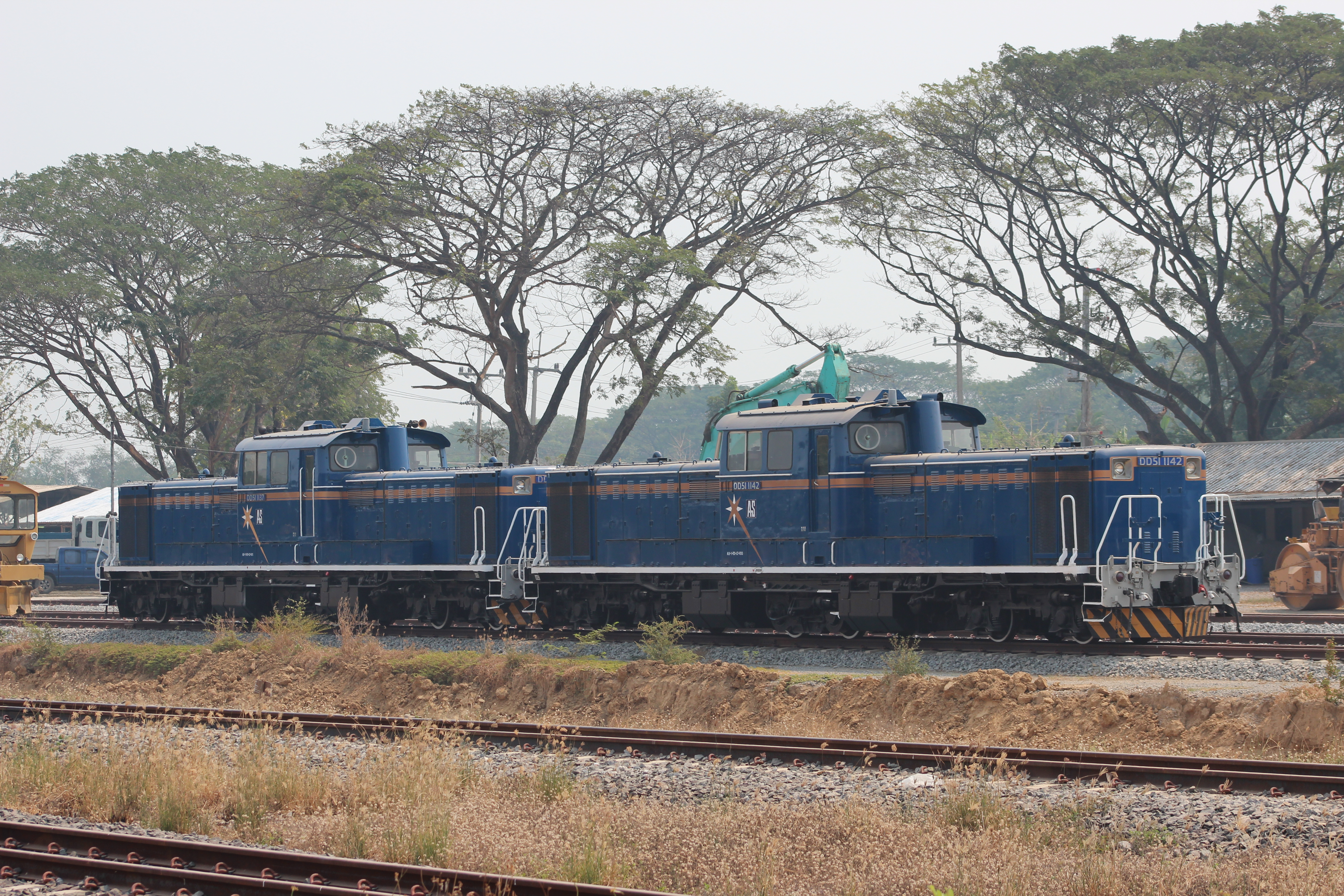
DD51 823
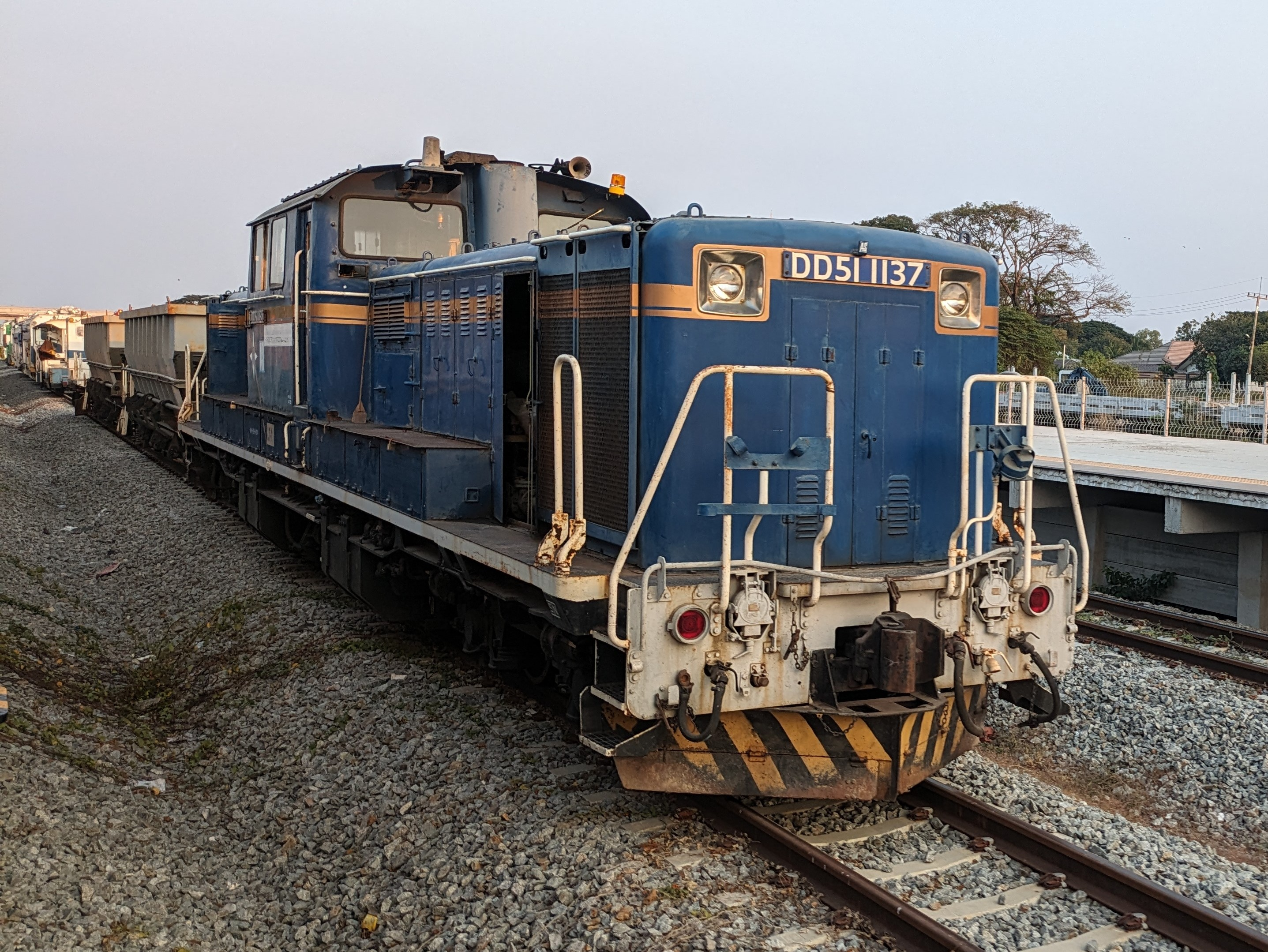
DD51 797

2016年（平成28年）にJR北海道からミャンマー国鉄に元北斗星牽引機のDD51形が譲渡される予定。現在、陣屋町駅にて留置されている。
- タイ

JR西日本で廃車後にベトナムへ譲渡される予定が流れ、その後秋田新幹線改軌工事で使用された保守用車両「ビックワンダー」とともにタイ中南部で路線重軌条化工事に使用された。
- DD51 1101
- DD51 1106
- DD51 1032
- DD51 1132

室蘭にミャンマー向けとされ、2016年（平成28年）から放置されていたDD51形のうち、DD51 1137・1142の2両がタイ国鉄の複線化工事のためにタイの工事会社に引き取られた。2018年（平成30年）9月にタイへ渡るために改軌、手すりを車両限界まで合わせる改造、塗装などを経て2020年（令和2年）からの本格稼働に備えている。ただ購入の際に日本から誰も技術指導者が来なかったため、それを憂慮した日本の鉄道ファン有志がクラウドファンティングを活用して技術者派遣プロジェクトを企画し、2019年（令和元年）10月31日にプロジェクトが成立した 。
- DD51 1142+1137
（2019年1月 ノーンプラードゥック駅構内）
- DD51 1137
（2024年1月 ノーンプラードゥック駅構内）

- ラオス
  - DD51 1143

2016年（平成28年）から室蘭に留置されていたDD51形のうち1143は1137・1142がタイに輸送された後も引き続き留置されていたが、2024年末に船積みされ、タイへと輸送された。その後バンコク近郊にある工場で整備が実施された後、ラオスの首都・ビエンチャン近郊にあるドライポートまでトレーラーで陸送された。今後、ラオスとタイを結ぶ貨物列車を牽引する予定。